# 道の駅常総
道の駅常総（みちのえき じょうそう）は、茨城県常総市にある国道294号の道の駅である。

## 概要
常総インターチェンジの開通を機に周辺に農業関連産業を集積した産業団地「食と農と健康の産業団地　アグリサイエンスバレー常総」を設置し、そのなかの地域交流拠点として建設された。

## 歴史
- 2022年（令和4年）8月5日 - 国土交通省より第57回登録において「道の駅常総」として登録[1]。
- 2023年（令和5年）4月28日 - 開駅[2][3]。

## 施設
- 駐車場 168台
- トイレ 31器
- 情報提供施設
- 観光案内所
- ベビーコーナー
- 非常用電源
- 備蓄倉庫
- 貯水槽
- 公衆無線LAN
- 情報ラウンジ
- 飲食施設
- 物販施設
- イベント広場
- コミュニティ施設
- EV充電施設

## アクセス
- 国道294号 - 登録路線
  - C4 首都圏中央連絡自動車道（圏央道） 75 常総IC
    - ETC2.0搭載車に限り常総ICを退出して当道の駅に立ち寄り、再進入できる一時退出の社会実験を実施中である[5][6]。常総ICを退出してから2時間以内でかつ同一方向での進入に限り料金調整が実施される[6]。なお、圏央道の内回りから退出し外回りへ進入した（戻る）場合は対象外となる（その逆も同じ）。
- 鉄道
  - 関東鉄道常総線 三妻駅 （徒歩約20分）
- バス
  - 「つくばセンター・研究学園駅～グッドマン常総・道の駅常総線」 - 関東鉄道
    - 2023年10月1日から運行開始。グッドマン常総経由。

  - つくバス「みどりのシャトル」 - 関東鉄道
    - 2024年10月1日から運行開始。

  - 常総市コミュニティバス「JOY BUS」 - 関東鉄道
    - 2024年4月4日から運行開始。
- 予約制高速バス「筑西・下妻・常総～成田空港線」 - 関鉄観光バス
  - 2023年7月20日から2023年12月20日までの毎日運行（実証運行[7]）